# Декларація про державний суверенітет України

Зал засідань Верховної Ради УРСР під час ухвалення Декларації про державний суверенітет України.

Деклара́ція про́ держа́вний сувереніте́т Украї́ни — документ про проголошення державного суверенітету України. Ухвалена Верховною Радою Української PCP 16 липня 1990 року.

## Історичний контекст
Декларація приймалася в роки розпаду СРСР. Міжнаціональна напруга в азійських і кавказьких республіках подекуди виплеснулася у криваві міжетнічні сутички. 11 березня 1990 року Литва проголосила свою незалежність від СРСР, Латвія й Естонія активно готували відновлення незалежності. На вулицях українських міст Українська міжпартійна асамблея вже вела реєстрацію громадян Української Народної Республіки.
12 червня 1990 було прийнято Декларацію про державний суверенітет РРФСР, основною метою якої був перерозподіл владних повноважень і власності від союзного центру до республіки.
Перебуваючи під тиском суспільних настроїв, XXVIII з'їзд Комуністичної партії України прийняв резолюцію «Про державний суверенітет Української РСР» (червень 1990 р.). Оскільки більшість у Верховній Раді УРСР складали комуністи, депутати Верховної Ради УРСР прийняли Декларацію на виконання резолюції з'їзду, але депутати від Руху скористалися можливістю відредагувати текст. 16 липня 1990 року Верховною Радою Української PCP прийнята Деклара́ція про́ держа́вний сувереніте́т Украї́ни — документ про проголошення державного суверенітету України. Одночасно того ж 16 липня 1990 року Верховна Рада Української РСР ухвалила постанову «Про День проголошення незалежності України». У ній зазначено:
| Зважаючи на волю українського народу та його одвічне прагнення до незалежності, підтверджуючи історичну вагомість прийняття Декларації про державний суверенітет України 16 липня 1990 року, Верховна Рада Української Радянської Соціалістичної Республіки постановляє: Вважати день 16 липня Днем проголошення незалежності України і щорічно відзначати його як державне загальнонародне свято України. |
Декларація про державний суверенітет України — радикальніша за прийняту на з'їзді Комунстичної партії України, а також за декларацію Росії, оскільки стверджує суверенітет України. Декларація фактично стала програмою побудови незалежної держави та надала поштовх і напрямок процесу утворення незалежної держави.
За місяць Верховна рада Білоруської РСР прийняла декларацію про суверенітет республіки, яка повторювала тези української декларації про побудову самостійної держави.
Практично всі положення Декларації суперечили чинній на той час Конституції УРСР.
Це не означало революційної зміни поглядів комуністів. Кінцевим у Декларації стало положення про те, що принципи Декларації про суверенітет України будуть використані для укладення нового союзного договору.
День прийняття Декларації був оголошений святковим і вихідним на території України. За відсутності інших ритуалів у першу річницю прийняття Декларації комуністичні керівники урочисто несли квіти до пам'ятників Леніну, які обов'язково були у центрі кожного міста.

### Всесоюзний референдум (1991)
Під час проведення єдиного в історії СРСР референдуму (Всесоюзний референдум про збереження СРСР), що відбувся 17 березня 1991 року за сприяння Уряду Української РСР, в Україні за наполяганням Народного руху України за перебудову провели республіканське консультативне опитування: «чи згодні ви, щоб Україна була у складі Союзу Суверенних Республік на підставі Декларації про суверенітет України».
Позитивно на нього відповіло понад 80 % опитаних.
За змістом питання не тільки не збігалося з питанням союзного референдуму, а й навіть заперечувало його.
З тексту українського питання «випало» критично важливе для КПРС слово «соціалізм».
По-друге, в питанні звучала зовсім інша союзна держава — не Союз Радянських Соціалістичних, а Союз Суверенних Республік.
По-третє, Декларація про суверенітет України визначалась як акт, що мав перевагу перед законодавством нової союзної держави.
Таким чином, наслідком ідеологічної боротьби Народного Руху України за перебудову стало те, що референдумом і опитуванням в Україні було легітимізовано мінімум дві (а з бажанням М. Горбачова — три) зовсім різні форми союзної держави і зроблено крок до незалежності — зобов'язання республіканській владі розробити і прийняти Декларацію про суверенітет України.

## Зміст
У преамбулі Декларації підкреслювалося, що Верховна Рада УРСР проголошує суверенітет України як «верховенство, самостійність, повноту і неподільність влади республіки в межах її території, незалежність і рівноправність у зовнішніх зносинах».
Одним з головних положень Декларації було положення про громадянство. Проголошувалося, що Україна має своє громадянство, де «всі громадяни рівні перед законом, незалежно від походження, соціального і майнового стану, расової та національної належності, статі, освіти, політичних поглядів, релігійних переконань, роду і характеру занять». Громадяни всіх національностей становлять народ України.
Декларація проголошувала економічну самостійність України. У документі підкреслювалося намір створити банківську, цінову, фінансову, митну та податкову системи, сформувати державний бюджет, а при необхідності ввести власну грошову одиницю.
Декларація визнавала самостійність республіки у розв'язанні питань науки, освіти, культурного і духовного розвитку української нації.
Україна проголошувала свій намір стати в майбутньому постійно нейтральною державою, яка не буде брати участі у військових блоках і зобов'язується дотримуватися трьох неядерних принципів: не застосовувати, не виробляти і не набувати ядерної зброї.
Декларація проголошувала право України безпосередньо реалізувати відносини з іншими державами, укладати з ними договори, обмінюватися дипломатичними, консульськими, торговельними представництвами.

## Реакція

Мітингувальники під час ухвалення Декларації про державний суверенітет України.

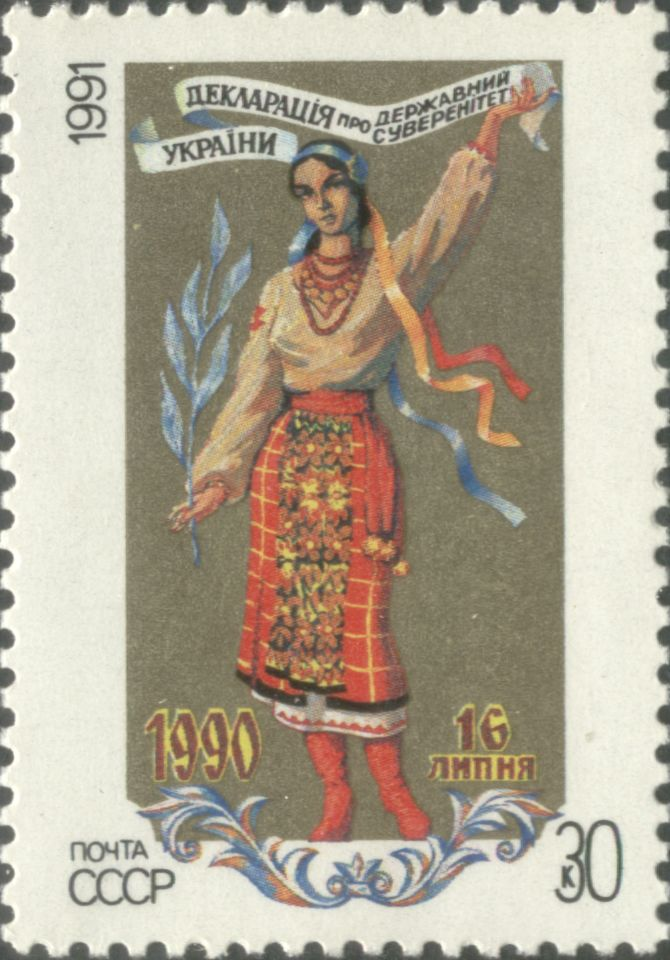
Поштова марка в честь прийняття Декларації про державний суверенітет України

### Реакція Польщі
27 липня 1990 р. Сенат Республіки Польща прийняв ухвалу з приводу проголошення Україною власного державного суверенітету. В цьому документі, зокрема, відзначається:
Поляки, які свободу і незалежність Вітчизни вважають своїми основними цінностями, цілком розуміють той переломний момент в історії України, — сусіда, з яким бажають жити як рівні та близькі собі народи, а також розвивати співпрацю у всьому….